# American Star (película)
American Star es una película de suspenso de 2024 dirigida por Gonzalo López-Gallego, escrita por Nacho Faerna, y producida por Ian McShane y Michael Elliott. La película está protagonizada por McShane, Thomas Kretschmann, Nora Arnezeder, Adam Nagaitis, Fanny Ardant y Oscar Coleman.
American Star se estrenó en los Estados Unidos el 26 de enero de 2024.

## Sinopsis
Wilson, un sicario de 81 años (Ian McShane) que se ha cansado de su vida violenta, se toma un descanso y pone rumbo a Fuerteventura. La ausencia de su objetivo lo lleva a unas vacaciones tranquilas, donde se hace amigo de Gloria, una camarera, y forma conexiones inesperadas con los residentes de la isla. Mientras Wilson baja la guardia, el inevitable regreso a su profesión interrumpe el pacífico interludio.

## Reparto
- Ian McShane como Wilson[9]
- Thomas Kretschmann como Thomas[10]
- Nora Arnezeder como Gloria[10]
- Adam Nagaitis como Ryan[10]
- Fanny Ardant como Anne[10]
- Andrés Gertrúdix como Cowboy[10]
- Sabela Arán como Linda[10]
- Oscar Coleman como Max[10]

## Producción
La película fue producida por Ian McShane y Michael Elliott. Se trata de una producción de las británicas Tamariska y Emu Films en asociación con las madrileñas Aquí y Allí Films y Cayuga Ficción.
La fotografía principal de la película se realizó en las Islas Canarias.
El 12 de diciembre de 2023, IFC Films lanzó el tráiler de American Star.

## Estreno
American Star se proyectó en la ciudad de Nueva York el 18 de enero de 2024. Fue estrenó en Estados Unidos el 26 de enero de 2024, seguido de un estreno en el Reino Unido el 23 de febrero de 2024.